# Smittina uschakowi
Smittina uschakowi is een mosdiertjessoort uit de familie van de Smittinidae. De wetenschappelijke naam van de soort is voor het eerst geldig gepubliceerd in 1958 door Androsova.